# ذراع رامي القوس

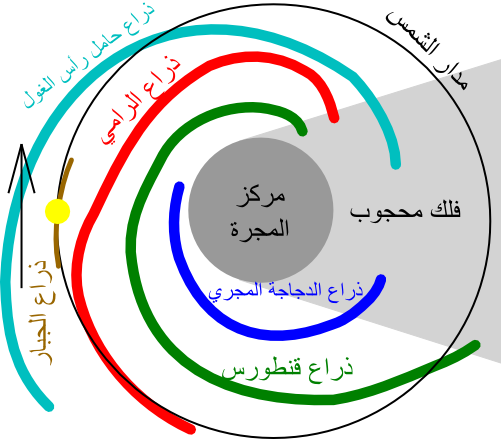
المجرة وأذرعتها ، ويرى موقع الشمس (أصفر) على الذراع القصير ذراع الجبار (بني) واتجاه دوران الشمس Local Spur حول مركز المجرة، ونسبة موقعها إلى مركز المجرة Core.

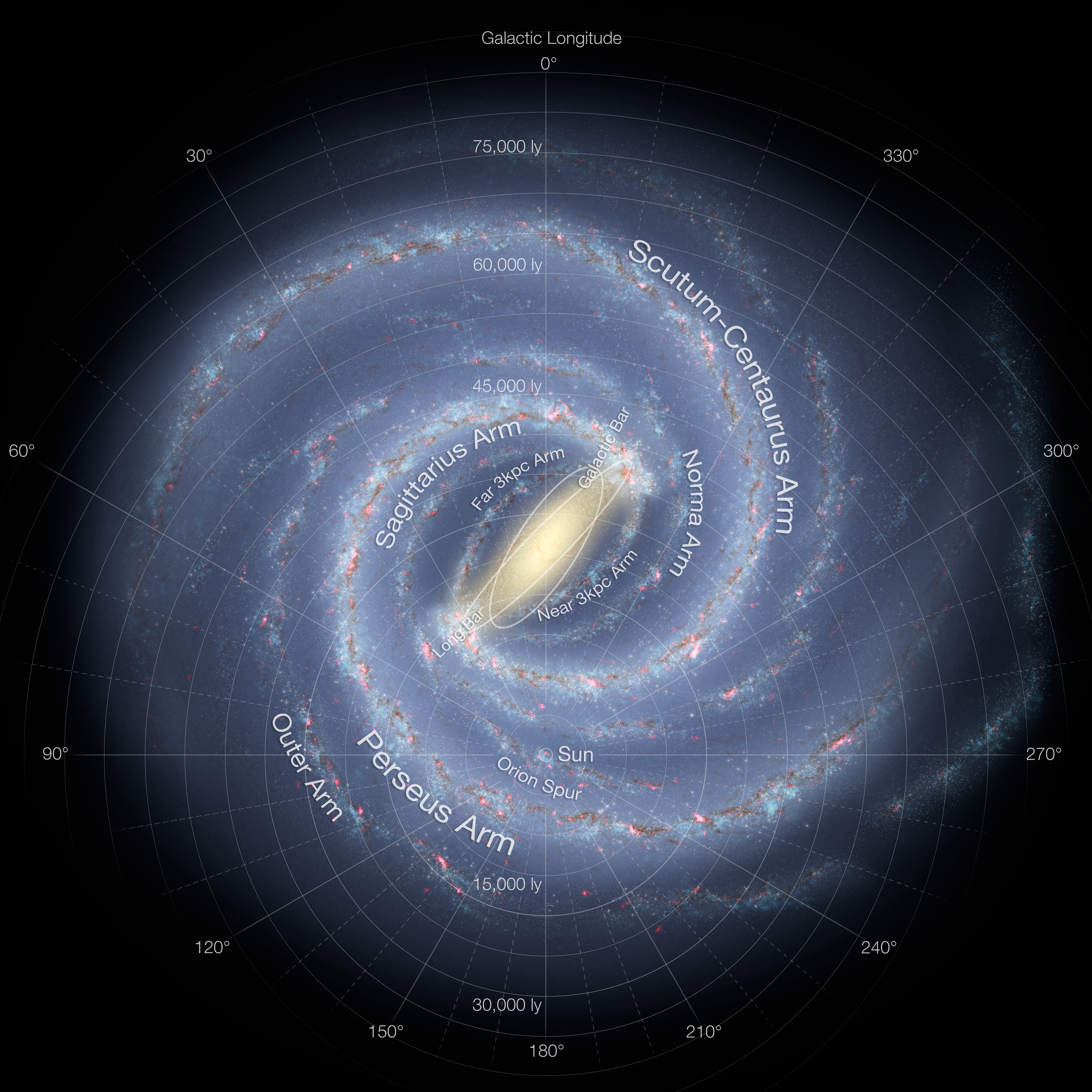
صورة خيالية لمجرتنا .ويتبين فيها ألأذرع ومناطق تكوّن النجوم يكثر فيها الهيدروجين (أحمر).

ذراع رامي القوس  في الفلك (بالإنجليزية:Sagittarius Arm)
هو أحد أذرعة مجرتنا، مجرة درب التبانة. وكل ذراع منحني مكون من أعداد هائلة من النجوم، خارجا خلزونيا من مركز المجرة. وهي تحوي مليارات النجوم، ويعتبر ذراع الرامي واحد من أطول الأذرعة ويعتبر ذراع الاوريون الذي تتبعه الشمس فرعا من ذراع الرامي، وهو ممثل في الشكل باسم Local Spure.
وتعتبر مجرة درب التبانة التي نتبعها مجرة ضلعية حلزونية، مكونة من ضلعين متشابكين يشكلان مركز المجرة ويمتد منها أذرعة حلزونية إلى الخارج. ويرتبط الطرف الداخلى لذراع رامي القوس بأحد الضلعين المركزيين وهو لذلك من أطول الأذرعة في المجرة. وأما الذراع الذي يليه في الطول فهو ذراع الدجاجة المجري.
ويقع الجزء الداخلي منه الكثيف بالنجوم بين ذراع الترس - الصليب الجنوبي Scutum-Crux Arm وذراع الجبار Orion . وقد سمي ذراع الرامي أو ذراع القوس نظرا إلى قرب كوكبة الرامي (كوكبة) منه والتي تُرى من الأرض عندما ننظر في اتجاه مركز الطريق اللبني.
وأحيانا يقسم ذراع الرامي إلى جزئين الجزء الداخلي ويسمى كالمعتاد الرامي ويسمى جزئه الخارجي ذراع القاعدة Carina arm .

## بعض أجرامه المرئية
يحوي ذراع الرامي عدة من الأجرام التي يحتويها فهرس مسييه ويمكن رؤيتها بالتلسكوب البسيط أو حتى بالنظارة المقربة، منها:
- سديم البحيرة
- عنقود البط البري
- سديم النسر
- سديم أوميجا
- مسييه 18 وهو تجمع نجمي مفتوح
- مسييه 20
- مسييه 55 وهو تجمع نجمي مغلق
- سحابة القاعدة Carina_Nebula

## اقرأ أيضا
- ذراع الجبار
- ذراع قنطورس
- ذراع حامل رأس الغول
- ذراع الدجاجة المجري
- علم الفلك للأشعة السينية
- كويكبات
- منطقة هيدروجين II
- سديم السرطان
- نجم
- مجرة
- قزم أبيض
- عملاق أحمر
- الانفجار العظيم
- خط زمني للانفجار العظيم
- نجم نيوتروني
- ثقب أسود

## وصلات خارجية
- http://members.fcac.org/~sol/chview/chv5.htm نسخة محفوظة 2 أكتوبر 2019 على موقع واي باك مشين.
- https://archive.today/20050912144504/skyandtelescope.com/mm_images/6829.jpg
- Messier Objects in the Milky Way (SEDS)
- موقع «الكون» في الإنترنت